# K.K. Partizan 2012-2013
Questa pagina raccoglie le informazioni riguardanti il Košarkaški klub Partizan nelle competizioni ufficiali della stagione 2012-2013.

## Roster
| N° | Naz.                            | Ruolo | Sportivo             |  | Alt. |  |
| -- | ------------------------------- | ----- | -------------------- |  | ---- |  |
| 4  | Serbia (bandiera)               | AP    | Mihajlo Andrić       |  | 201  |  |
| 7  | Francia (bandiera)              | C     | Joffrey Lauvergne    |  | 210  |  |
| 8  | Serbia (bandiera)               | C     | Nikola Milutinov     |  | 212  |  |
| 9  | Francia (bandiera)              | P     | Léo Westermann       |  | 198  |  |
| 10 | Bosnia ed Erzegovina (bandiera) | P     | Nemanja Gordić       |  | 192  |  |
| 11 | Serbia (bandiera)               | A     | Vladimir Lučić       |  | 202  |  |
| 12 | Serbia (bandiera)               | GA    | Dragan Milosavljević |  | 198  |  |
| 13 | Serbia (bandiera)               | G     | Bogdan Bogdanović    |  | 198  |  |
| 14 | Serbia (bandiera)               | C     | Đorđe Gagić          |  | 210  |  |
| 15 | Serbia (bandiera)               | C     | Dejan Musli          |  | 212  |  |
| 22 | Serbia (bandiera)               | A     | Marko Čakarević      |  | 202  |  |
| 31 | Serbia (bandiera)               | AG    | Branislav Đekić      |  | 207  |  |
| 44 | Lettonia (bandiera)             | AP    | Dāvis Bertāns        |  | 208  |  |
|    | Montenegro (bandiera)           | All.  | Duško Vujošević      |  |      |  |